# آیزایا آزبورن
آیزایا آزبورن (انگلیسی: Isaiah Osbourne؛ زادهٔ ۱۵ نوامبر ۱۹۸۷) بازیکن فوتبال اهل انگلستان است.
از باشگاه‌هایی که در آن بازی کرده‌است می‌توان به میدلزبرو، شفیلد ونزدی، هیبرنین، ناتینگهام فارست، بلکپول، استون ویلا، اسکانتورپ یونایتد و والسال اشاره کرد.
وی همچنین در تیم ملی فوتبال زیر ۱۶ سال انگلستان بازی کرده‌است.